# Ländler
Ländler (tyska, av Landel, ett namn på Österrike ovanför Enns), tyrolienne, österrikisk runddans i lugn rörelse och 3/8- eller 3/4-takt (långsam vals). Byspelmän plägar improvisera musiken på klarinett, violin och kontrabas. Ländlermusik har komponerats även av berömda tonsättare (Beethoven, Schubert, Lanner m. fl).